# Osborne Ahlbom
Helge Osborne Ahlbom, född 4 juli 1936 i Tölö församling i Hallands län, död 24 januari 2014 i Tölö,  församling, var en svensk folkmusiker med munspel som instrument. Han var bosatt i Blixered i Tölö och tilldelades 2006 Zornmärket i silver som berättigar till titeln riksspelman med motiveringen "För lyhört och dansant spel på munspel".
Osborne Ahlbom var från 1959 till sin död gift med Berit Petersson (född 1938). Han är gravsatt i minneslunden på Lundby gamla kyrkogård, Göteborg.